# Métro d'Alger
Le métro d'Alger (en arabe : مترو الجزائر ; en berbère standard algérien : ⴰⵎⵉⵟⵕⵓ ⵏ ⵍⴷⵣⴰⵢⵔ) est un réseau ferroviaire de transport urbain de type métro desservant la ville d'Alger en Algérie depuis 2011.
Le premier projet de métro d'Alger date de 1928 mais il ne voit finalement pas le jour. L'initiative du métro actuel est lancée à la fin des années 1970 afin de répondre à l'explosion démographique de la ville d'Alger et au besoin de transport collectif qui en résulte. Lancée dans les années 1980, sa construction est ralentie du fait de difficultés financières et de l'insécurité dans les années 1990. Le projet est relancé en 2003.
La première section de la ligne 1 Haï El Badr - Tafourah-Grande Poste, d'une longueur de 9,5 km et comportant dix stations a été inaugurée le 31 octobre 2011. Deux nouvelles extensions ont été mises en service, le 4 juillet 2015 une section de 4 km vers El Harrach-Centre et le 9 avril 2018 deux sections, une de 1,7 km vers la Place des Martyrs et une autre de 3,6 km vers Aïn Naâdja.
Deux autres extensions d'une longueur totale de 15 km sont en cours de construction en direction de l'aéroport et de Baraki.

## Historique

### Les premiers projets

#### Le projet de 1930

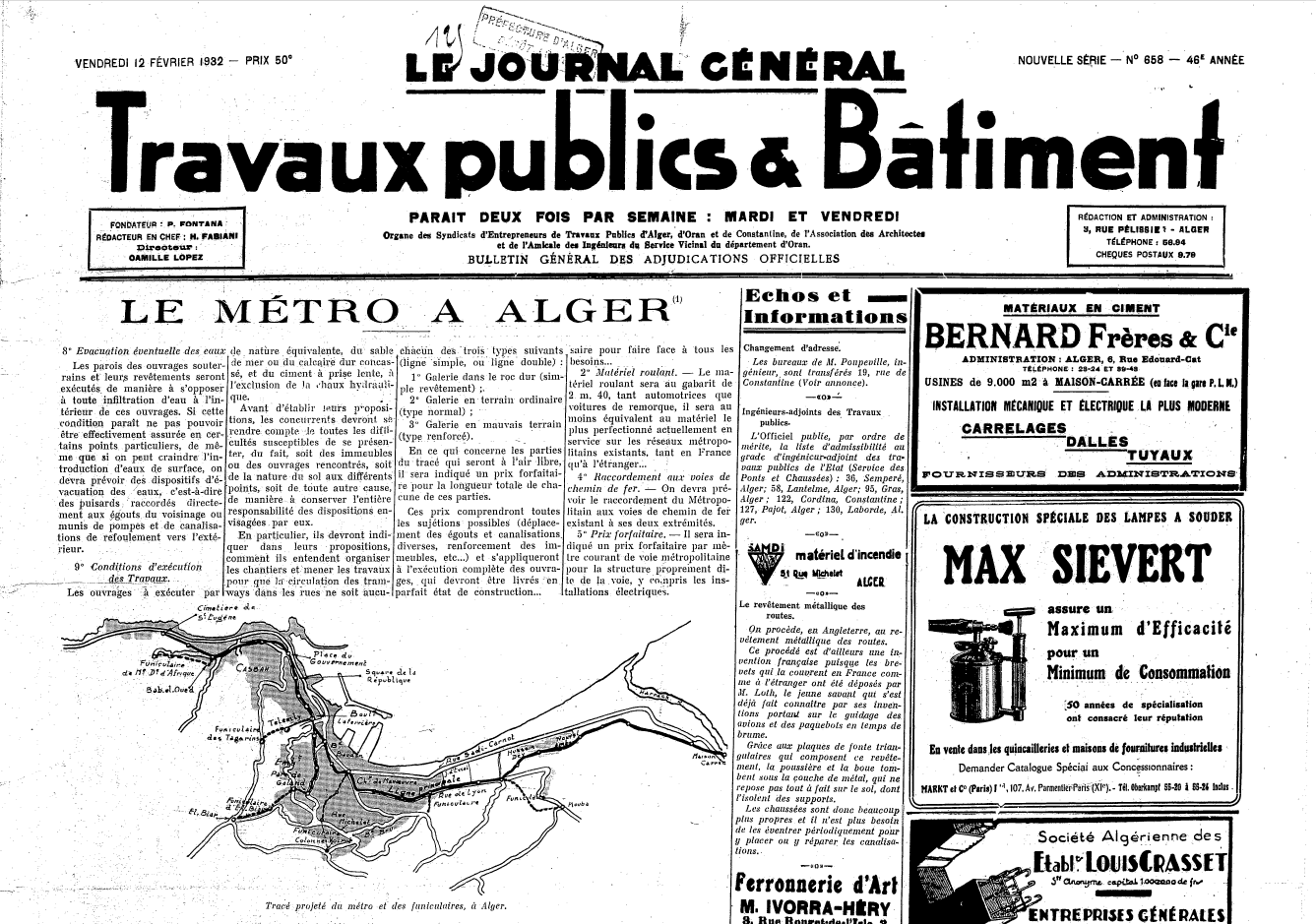
Journal du 12 février 1932 titrant « Le Métro à Alger ».

Jusqu'en 1962, l'Algérie, alors sous colonisation française, la ville d'Alger est administré par la France. Le président du conseil général du département d'Alger propose le 3 novembre 1928 de construire un nouveau réseau de transport en commun de la région algéroise, lequel comprendrait un métropolitain souterrain comme à Paris. Une étude sur la réorganisation des transports publics algérois est confiée à l'Omnium Lyonnais. Les conclusions de l'étude détaillée publiées en avril 1929 préconisent la construction d'une ligne de métro. La ville d'Alger et plusieurs communes limitrophes se constituent en syndicat intercommunal pour la réalisation du métropolitain.
Le projet prévoit la construction d'une ligne partant du cimetière Saint-Eugène, dans l'actuelle commune de Bologhine, et aboutissant à Maison-Carrée dans l'actuelle commune de El-Harrach, en passant en souterrain jusqu'au quartier du Ruisseau situé aujourd'hui à Belouizdad. Une autre branche devait débuter au niveau de la Gare de l'Agha pour aboutir au Parc de Galland (actuel parc de la Liberté).
Mais des raisons de budget, les communes de Saint-Eugène et Hussein-Dey se retirent, ne restant qu'Alger, El Biar et Kouba en 1932. Des sondages sont réalisés au niveau des futures stations, mais le projet est peu à peu délaissé jusqu'à être ajourné par délibération du conseil municipal le 26 juillet 1935 à cause de l'importance de la dépense qui était estimée à 80 millions de francs.

#### Le projet de 1959
Après plusieurs projets de mise en souterrain partiel du réseau de tramways de la ville qui n'aboutirent pas, une nouvelle étude de la Régie autonome des transports parisiens (RATP), remise en 1959, préconise à nouveau la création d'une ligne du même type que le métro sur pneus exploité à Paris.
Cette ligne doit débuter au carrefour Bouzareah-Cambon (Carrefour Triolet) pour descendre vers Bab El Oued puis se diriger vers la Grande Poste d'Alger avant de se diviser en deux branches ; une première jusqu'au carrefour Galliéni-Roosevelt (actuellement place Addis-Abeba) et une seconde jusqu'au quartier du Ruisseau, dans la commune actuelle de Belouizdad.

### Le projet actuel

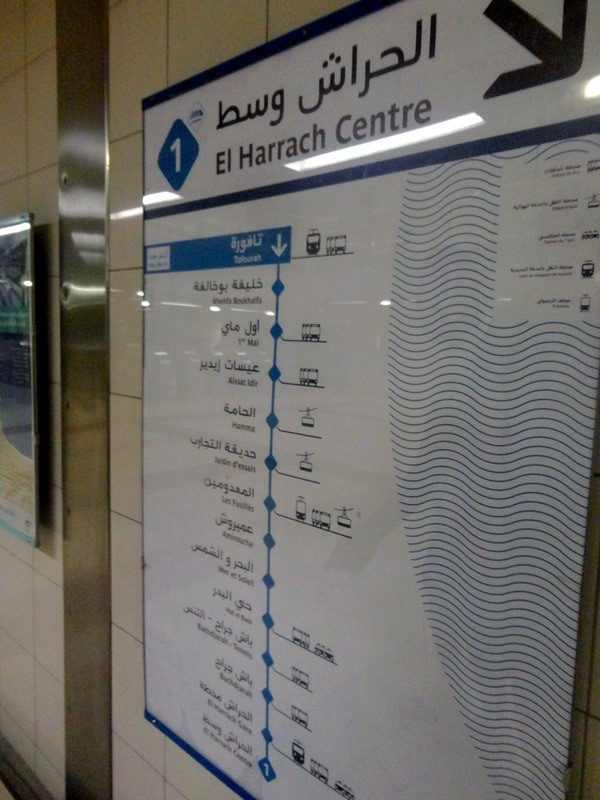
Plan du métro, au 5 juillet 2015.

À l'indépendance de l'Algérie, de nouveaux plans d'urbanismes sont proposés. Pour la région Alger, le schéma du COMEDOR réalisé entre 1969 et 1970, prévoit à son tour un métro à Alger.
En 1980, la SOFRETU réalise pour la RSTA une première « étude de réactualisation du projet de métro d'Alger ».

#### Les années 1980
En 1981, des évaluations préliminaires pour une première ligne sont présentées au gouvernement, puis en 1982, la SOFRETU est chargée d'étudier un réseau de trois lignes pour un total de 64 km, avec une priorité pour une première ligne de 12,5 km.
Les études techniques sont réalisées entre 1982 et 1985. Le 24 novembre 1984 est créée l'Entreprise Métro d'Alger, chargée de la réalisation du projet. Une entreprise allemande et une japonaise sont retenues pour la réalisation, mais la chute du prix du baril de pétrole, de 30 $ jusqu'à la moitié de cette somme les années suivantes, réduit considérablement les ressources financières de l'Algérie et retarde sa réalisation.
Il faut attendre trois ans pour que le marché soit réattribué à deux entreprises algériennes, Cosider et Genisider, en juillet 1988 et août 1989; les travaux tardent à commencer à cause de la situation politique du pays.

#### Les années 1990
Les premiers coups de pioche ont lieu en octobre 1990 au niveau de la place de l'Émir-Abdelkader à Alger-Centre. Au niveau de la station Aïssat Idir, les travaux ne débutent qu'en mars 1993, et en mars 1994 pour la station Hamma.
En 1994, un premier tronçon long de 450 m entre la place de l'Émir-Abdelkader et la Grande Poste d'Alger est achevé. Un autre tronçon de 650 m, qui relie la station Tafourah - Grande-Poste à la station Khelifa Boukhalfa, est lui aussi achevé. En 1996, la jonction est faite entre le tunnel de Khelifa Boukhalfa et celui de la station 1er mai.
À la fin des années 1990, 3,5 km de tunnel, cinq stations entre la Grande Poste et Hamma ainsi que les ateliers ont été réalisés.

#### Les années 2000
En 2002, profitant du retour de la croissance économique, le gouvernement algérien décide de doter le projet de moyens financiers adéquats et de nouvelles structures organisationnelles et opérationnelles. L'Entreprise Métro d'Alger (EMA) lance un avis d'appel d'offres international pour la réalisation des 4,1 km restants. Huit groupements font une offre, Nurol (Turquie), STFA (Turquie), Polat (Turquie), Lesi (Italie), Toto Costruzioni (Italie), Gesi TP/Pizzarotti (Algérie/Italie), ETRHB/Razel/Bilfinger Berger (Algérie/France/Allemagne) et Cosider TP/Infrafer/Dywidag (Algérie/Algérie/Allemagne). Trois sont présélectionnés, Dywidag/Cosider TP/Infrafer (14.6 milliards de dinars), Razel/Bilfinger Berger/ETRHB (16 milliards de dinars) et Pizzarotti/Gesi TP (17 milliards de dinars).
En juillet 2003, le groupement le moins-disant (145 millions d'euros), l'algéro-allemand GAAMA comprenant les entreprises DYWIDAG (51 %), Groupe Cosider (35 %) et INFRAFER (14 %) est choisi, tandis que la maîtrise d'œuvre est attribué au français Systra. Un délai de 38 mois leur est accordé pour terminer les travaux de génie civil.
En 2004, un appel d'offres est lancé par l'Entreprise Métro d'Alger (EMA) pour l'équipement du système d'exploitation globale. En janvier 2006, la réalisation du « système intégral » (clé-en-main) est attribué au groupement constitué de Siemens/Vinci/CAF pour 380 millions d'euros et un délai de 35 mois.
Siemens réalise la voie, l’électrification, la signalisation, les automatismes d’aide à la conduite, les télécommunications, la billettique et le poste de commande centralisée (PCC). Vinci qui a une part de 121 millions d'euros est chargé de l’aménagement des dix stations (neuf souterraines et une aérienne), de la construction d’un bâtiment technique de 16 000 m2 aux ateliers ainsi que des lots techniques liés au désenfumage, à la ventilation et aux escaliers mécaniques. CAF fabrique les quatorze trains de six voitures chacun et fournit les véhicules auxiliaires pour des travaux de maintenance pour un montant de 112 millions d'euros.
Le tronçon Hamma - Haï El Badr, avec ses 4 stations et 17 ouvrages pour la ventilation et les câbles est réalisé dans le délai imparti de 38 mois. Les travaux de génie civil concernant le forage et la pose des rails ont été officiellement achevés le 30 juin 2007.
En avril 2007, la pose et la soudure des voies d'une longueur de 23 km (jusqu'aux dépôts) sont entamés par l'entreprise française TSO, pour être livrés en novembre 2007. L'entreprise algérienne TFer est intervenue lors de cette étape en tant que sous-traitant pour les travaux de pose de voie béton et ballast, et de soudure de voie au nombre de 9 000.
En août 2007, RATP Dev remporte le contrat d'exploitation et de maintenance du métro pour une durée de huit ans pour un montant de 130 millions d'euros. Le contrat est signé le 4 décembre 2007.
Le 28 septembre 2008, la première rame est arrivée d'Espagne par bateau au port d'Alger,. La dernière des quatorze rames est arrivée le 8 août 2009 de Barcelone.
La filiale RATP El Djazaïr est créée en 2009. Le 6 avril de la même année, les premiers essais techniques ont lieu entre les stations Haï El Badr et les Fusillés en présence de quatre ministres.
En 2009 et 2010, un conflit financier entre EMA et le groupement Siemens/Vinci/CAF provoque un arrêt des travaux de plusieurs mois. Le contentieux porte sur un montant global de 60 millions d'euros, retardant la phase d'essais et le lancement commercial de deux ans.
Le 5 juin 2010, le ministre des transports assiste à la mise en circulation de deux rames en automatisme intégral entre la station du Jardin d'Essai et celle du 1er mai.
Les travaux reprennent en avril 2011 après une médiation de Jean-Pierre Raffarin et le 8 septembre de la même année débute la « marche à blanc » du métro d'Alger.

### Inauguration de la ligne 1
Le tronçon Tafourah (Grande poste) - Haï El Badr de la première ligne du métro d'Alger, d’une longueur de 9,5 km et comportant dix stations, est inauguré le 31 octobre 2011 par le président Abdelaziz Bouteflika,,,. Le tronçon entre en exploitation commerciale le 1er novembre 2011.
Le coût de la première phase de la ligne 1 s'élèverait à 77 milliards de DA, dont 30 milliards pour le génie civil et 47 milliards pour l’équipement, soit près de 900 millions d'euros. Le coût final des travaux de la première ligne est estimé à 100 milliards de dinars.

### Extension de la ligne 1

#### Extension vers El Harrach
Le prolongement de la ligne 1 depuis la station Hai el Badr vers El-Harrach, d'une longueur de 4 km, comporte quatre stations : Bachdjarah - Tennis, Bachdjarah, El Harrach Gare et El Harrach Centre et un viaduc de 250 m au-dessus de la bretelle d'autoroute de Oued Ouchaïah (entre la station Hai-El-Badr et Bachdjarah 1).
Quatre groupements soumettent leur dossier dont Razel, pour 224 millions d'euros et Vinci, pour 244 millions d'euros. Le 6 novembre 2007, le groupement algéro-germano-italien GAAMEX, composé de DYWIDAG (48 %), Cosider (32 %) et TREVI (20 %) mené par ceux qui ont réalisé le tronçon Hamma - Hai El Badr, obtient par adduction le contrat des travaux de génie civil en étant une nouvelle fois le moins disant avec une offre de 215 millions d'euros et un délai de 32 mois.
Les travaux de génie civil débutent en août 2008 et sont réceptionnés le 22 octobre 2012.

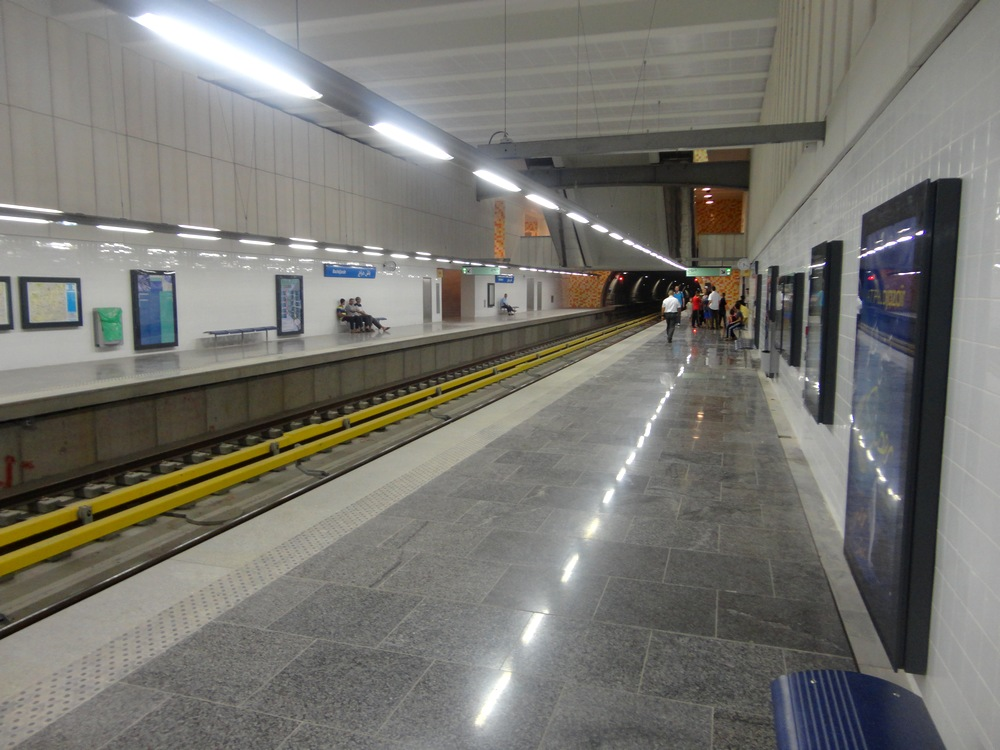
La station Bachdjarah sur la ligne 1.

En septembre 2012, le contrat d'équipement du système intégral est attribué au groupement franco-algérien CRK composé de Colas Rail et KouGC pour un montant compris entre 85 et 110 millions d'euros et un délai de réalisation accordé de 23 mois, aux dépens du groupement Vinci/Siemens ou du Portugais Teixeira Duarte.
Le 8 décembre 2014, les premiers essais techniques débutent entre Hai El Badr et El Harrach Centre. Le 15 décembre, le ministre des transports emprunte le tronçon .
Le 14 juin 2015, la marche à blanc est lancée en présence du ministre des transports,. Le prolongement et ses quatre stations sont inaugurés le 4 juillet par le Premier ministre Abdelmalek Sellal, et mis en service commercial le lendemain.

#### Extension vers la place des Martyrs

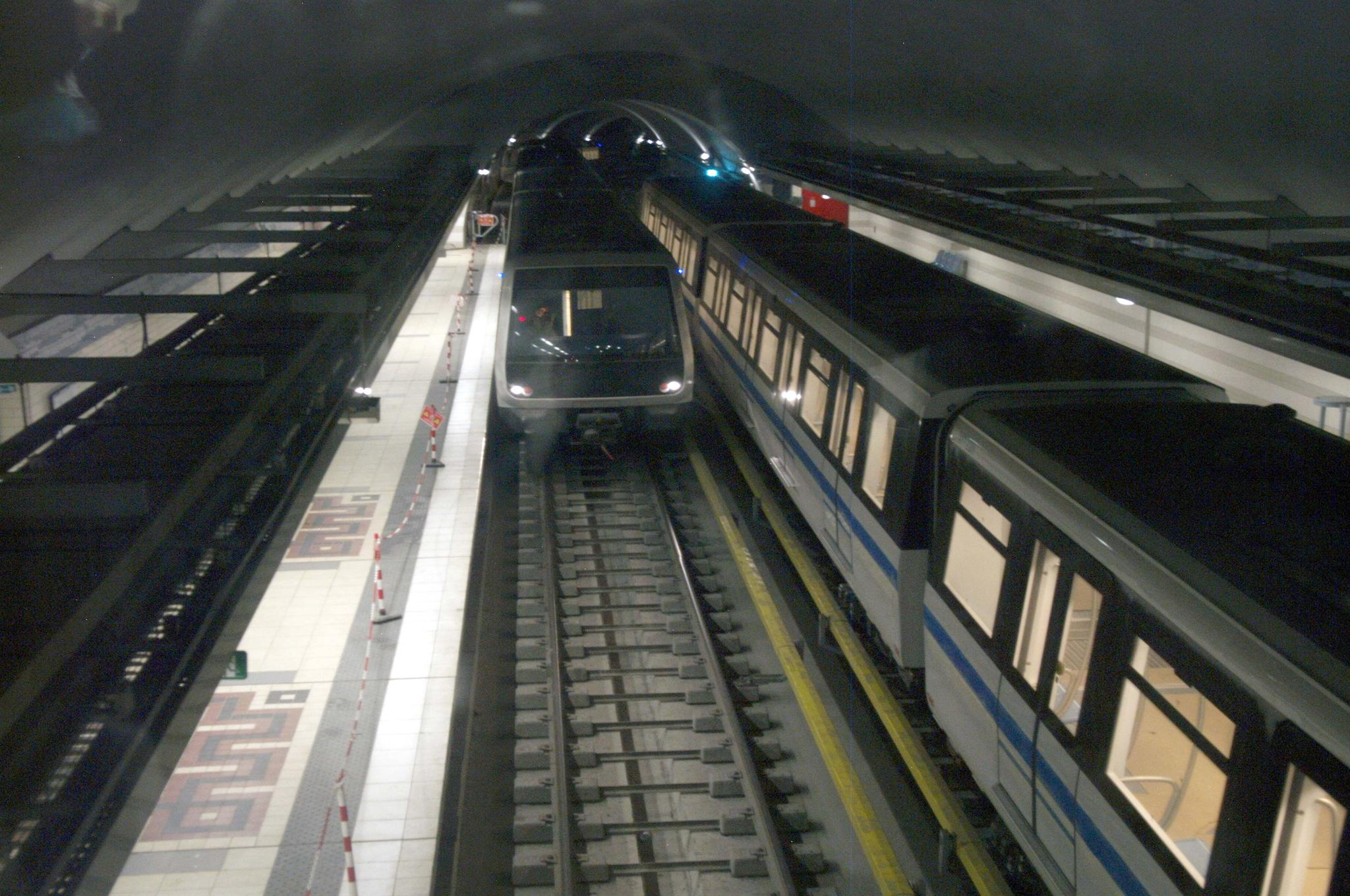
Le métro d'Alger en 2013.

Le 20 avril 2009, les travaux de génie civil et de pose des voies en système intégral du prolongement de la ligne 1 depuis la station Tafourah - Grande-Poste vers la place des Martyrs a été attribué au groupement algéro-brésilo-portugais GMAC composé d'Andrade Gutierrez, Teixeira Duarte, Zagope et Gesi TP (héritière de Genisider), pour un montant de 110 millions d'euros et un délai de réalisation de 42 mois.
Le tunnel est long de 1,69 km et comporte deux stations, Ali Boumendjel dans la commune d'Alger-Centre et Place des Martyrs dans la commune de la Casbah.
Les travaux de ce prolongement ont été retardés afin de procéder à des fouilles archéologiques autour de la place des Martyrs, au pied de la Casbah (inscrite au Patrimoine mondial de l'Unesco), à la suite de la découverte de vestiges historiques,,. La présence de ces importants vestiges a nécessité une excavation des stations entièrement en souterrain.
En juin 2013, le groupement GMAC attribue en sous traitance au Portugais SOMAFEL les travaux de pose de voie, y compris les différentes fournitures de matériel pour un montant de 6,53 millions d'euros et un délai de quatorze mois,.
L'ouverture commerciale est effective depuis le 10 avril 2018. Et depuis le 13 novembre 2018 pour la station Ali Boumendjel.

#### Extension vers Aïn Naâdja

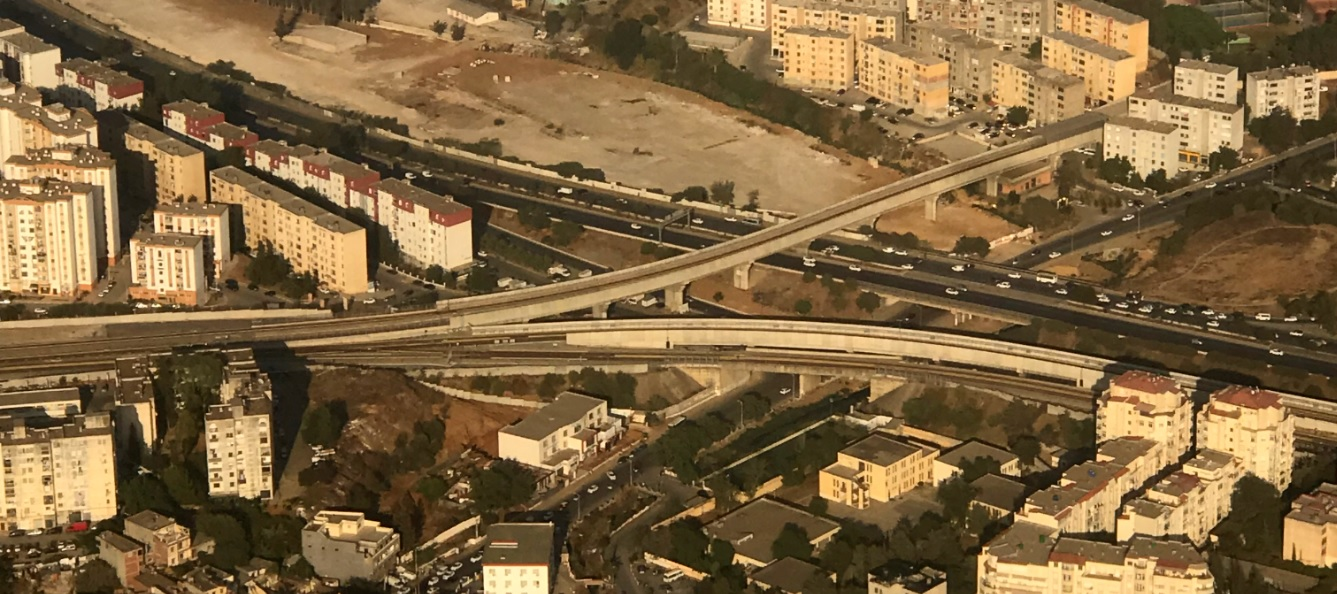
Jonction des deux branches de la ligne 1 du métro d'Alger.

En août 2010, la réalisation des travaux de génie civil, gros œuvre des tunnels, stations et ouvrages de l'extension entre Haï El Badr et Aïn Naâdja sont attribués au groupement GDC constitué par DYWIDAG et Cosider pour un montant de 140 millions d'euros et un délai de 28 mois.
Cette nouvelle branche de la ligne 1, d'une longueur de 3,6 km, doit relier la station de Haï El Badr au quartier d'Aïn Naâdja. Elle comporte trois stations (une station aérienne, Station des Ateliers, et deux stations souterraines, Gué de Constantine et Aïn Naâdja), un viaduc de 132 m, près de 2 350 m de tunnel et trois puits de ventilation.
Les travaux de génie civil ont débuté à l'été 2011. Le percement du tunnel de 800 mètres entre les stations Gué de Constantine et Aïn Naâdja a été achevé le 21 octobre 2013.
L'ouverture commerciale est effective depuis 10 avril 2018 pour la station Aïn Naâdja, le 7 septembre pour la Station des Ateliers, et le 13 novembre de la même année pour la station Gué de Constantine.

### Le métro d'Alger à l'arrêt pendant 18 mois
Le métro d'Alger a été à l'arrêt 18 mois entre le 22 mars 2020 et le 7 octobre 2021 à la suite de la pandémie de Covid-19 en Algérie,. Le 7 octobre 2020, le contrat de la RATP El Djazaïr pour l'exploitation du métro d'Alger arrive à son terme.

## La ligne 1

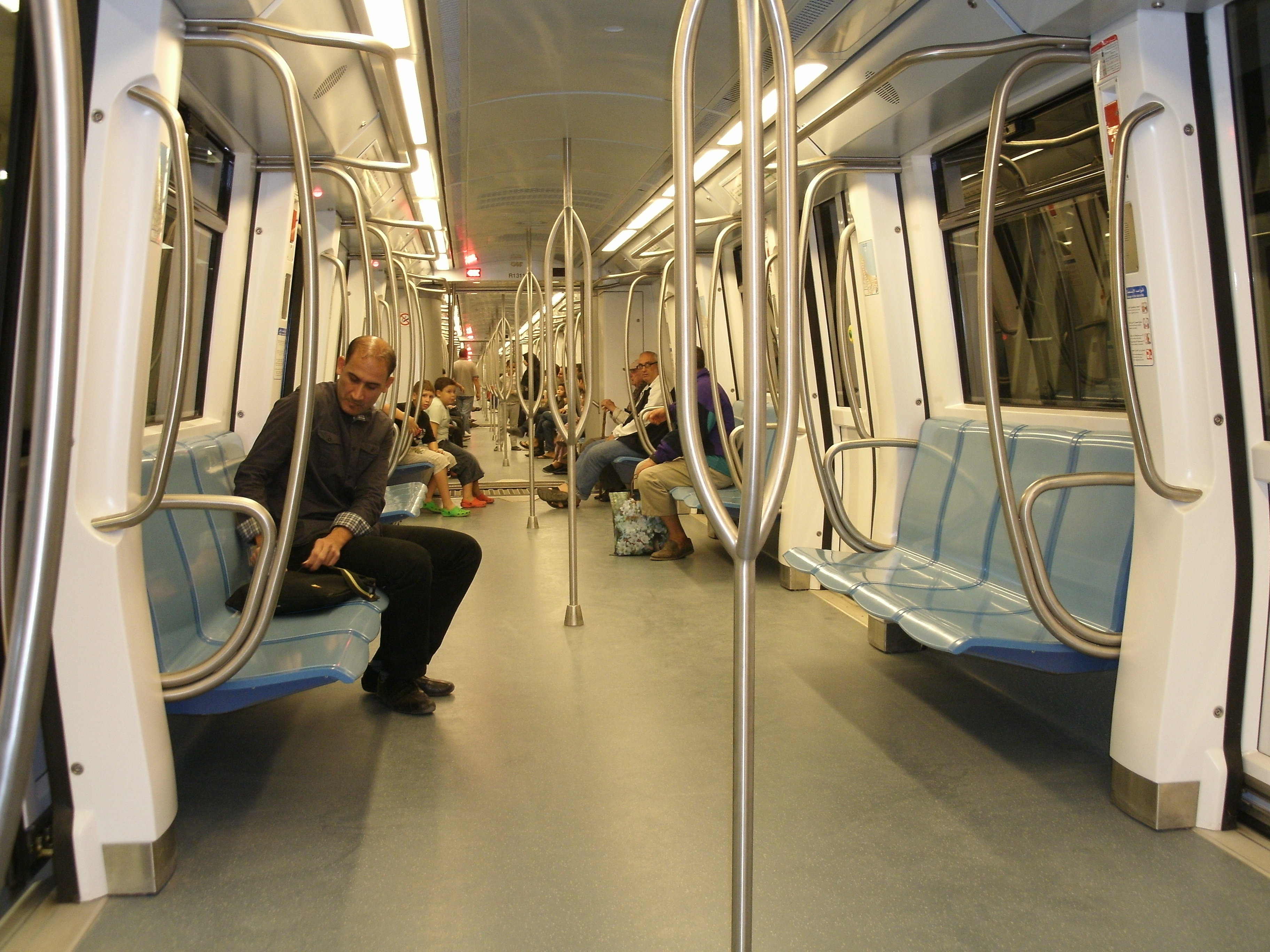
Intérieur d'une rame de la ligne 1.

Actuellement d'une longueur de 18,2 km, la ligne 1 relie la Place des Martyrs à El Harrach Centre depuis le 5 juillet 2015, et à Aïn Naâdja par une seconde branche depuis le 13 novembre 2018. Elle comprend 19 stations en service.
Quinze stations sont en construction : 9 au-delà de la station El Harrach Centre en direction de l'aéroport d'Alger et 6 au-delà de la station Aïn Naâdja en direction de Baraki.

### Stations

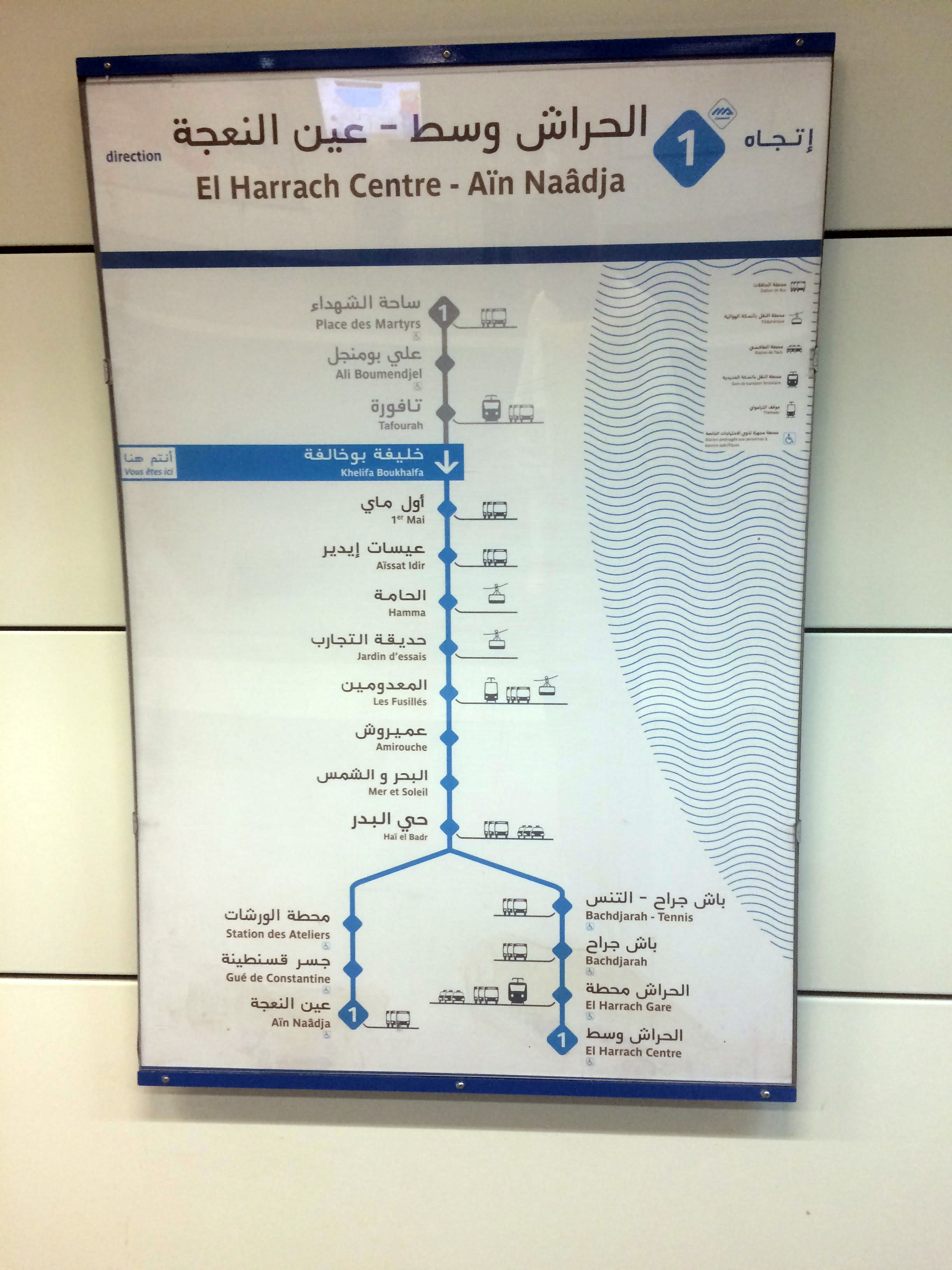
Plan de la ligne 1 du métro d'Alger.

| Communes desservies | Stations             | Code |   |   |   | Code | Stations                     | Communes desservies   |
| ------------------- | -------------------- | ---- | - | - | - | ---- | ---------------------------- | --------------------- |
|                     |                      |      |   | ■ |   |      | Triolet                      | Bab El Oued           |
|                     |                      |      |   | ● |   |      | Trois Horloges               | Bab El Oued           |
|                     |                      |      |   | ● |   |      | Taleb Abderrahmane           | Bab El Oued           |
|                     |                      |      |   | ■ |   | SPM  | Place des Martyrs            | Casbah                |
|                     |                      |      |   | ● |   | SAB  | Ali Boumendjel               | Alger-Centre          |
|                     |                      |      |   | ● |   | TGP  | Tafourah - Grande Poste      | Alger-Centre          |
|                     |                      |      |   | ● |   | KBK  | Khelifa Boukhalfa            | Alger-Centre          |
|                     |                      |      |   | ● |   | MAI  | 1er mai                      | Sidi M'Hamed          |
|                     |                      |      |   | ● |   | AID  | Aïssat Idir                  | Sidi M'Hamed          |
|                     |                      |      |   | ● |   | HAM  | Hamma                        | Belouizdad            |
|                     |                      |      |   | ● |   | JES  | Jardin d'essai               | Belouizdad            |
|                     |                      |      |   | ● |   | LFS  | Les Fusillés                 | Hussein-Dey           |
|                     |                      |      |   | ● |   | CAM  | Cité Amirouche               | Hussein-Dey           |
|                     |                      |      |   | ● |   | CMS  | Cité Mer et Soleil           | Hussein-Dey           |
|                     |                      |      |   | ● |   | HEB  | Haï El Badr                  | El Magharia           |
| Bachdjerrah         | Station des Ateliers | SDA  | ● |   | ● | BDT  | Bachdjarah - Tennis          | Bachdjerrah           |
| Gué de Constantine  | Gué de Constantine   | GDC  | ● |   | ● | BDH  | Bachdjarah                   | Bachdjerrah/Bourouba  |
| Gué de Constantine  | Aïn Naâdja           | AIN  | ■ |   | ● | HAG  | El Harrach Gare              | Bourouba              |
| Gué de Constantine  | Mohamed Boudiaf      |      | ● |   | ■ | HAC  | El Harrach Centre            | El-Harrach            |
| Gué de Constantine  | Aïn Naâdja Gare      |      | ● |   | ● |      | Hacen Badi                   | El Harrach            |
| Gué de Constantine  | Parc Urbain          |      | ● |   | ● |      | Amar Bouraoui                | Oued Smar             |
| Baraki              | Mohamed Belarbi      |      | ● |   | ● |      | Beaulieu                     | Oued Smar             |
| Baraki              | Jardin               |      | ● |   | ● |      | Oued Smar                    | Oued Smar/Bab Ezzouar |
| Baraki              | Cité 2004            |      | ■ |   | ● |      | Université Houari Boumédiène | Bab Ezzouar           |
|                     |                      |      |   |   | ● |      | Cité Rabia Tahar             | Bab Ezzouar           |
|                     |                      |      |   |   | ● |      | Smaïl Yefsah                 | Bab Ezzouar           |
|                     |                      |      |   |   | ● |      | Centre des Affaires          | Bab Ezzouar           |
|                     |                      |      |   |   | ■ |      | Aéroport d'Alger             | Dar El Beida          |

Les stations ont une longueur de 115 m et une largeur de 23 m. Treize des quatorze stations sont souterraines et comportent deux voies centrales encadrées par deux quais latéraux. Seule la station Haï El Badr est en surface et comporte trois voies et deux quais centraux.

Accès à la station Tafourah - Grande Poste.
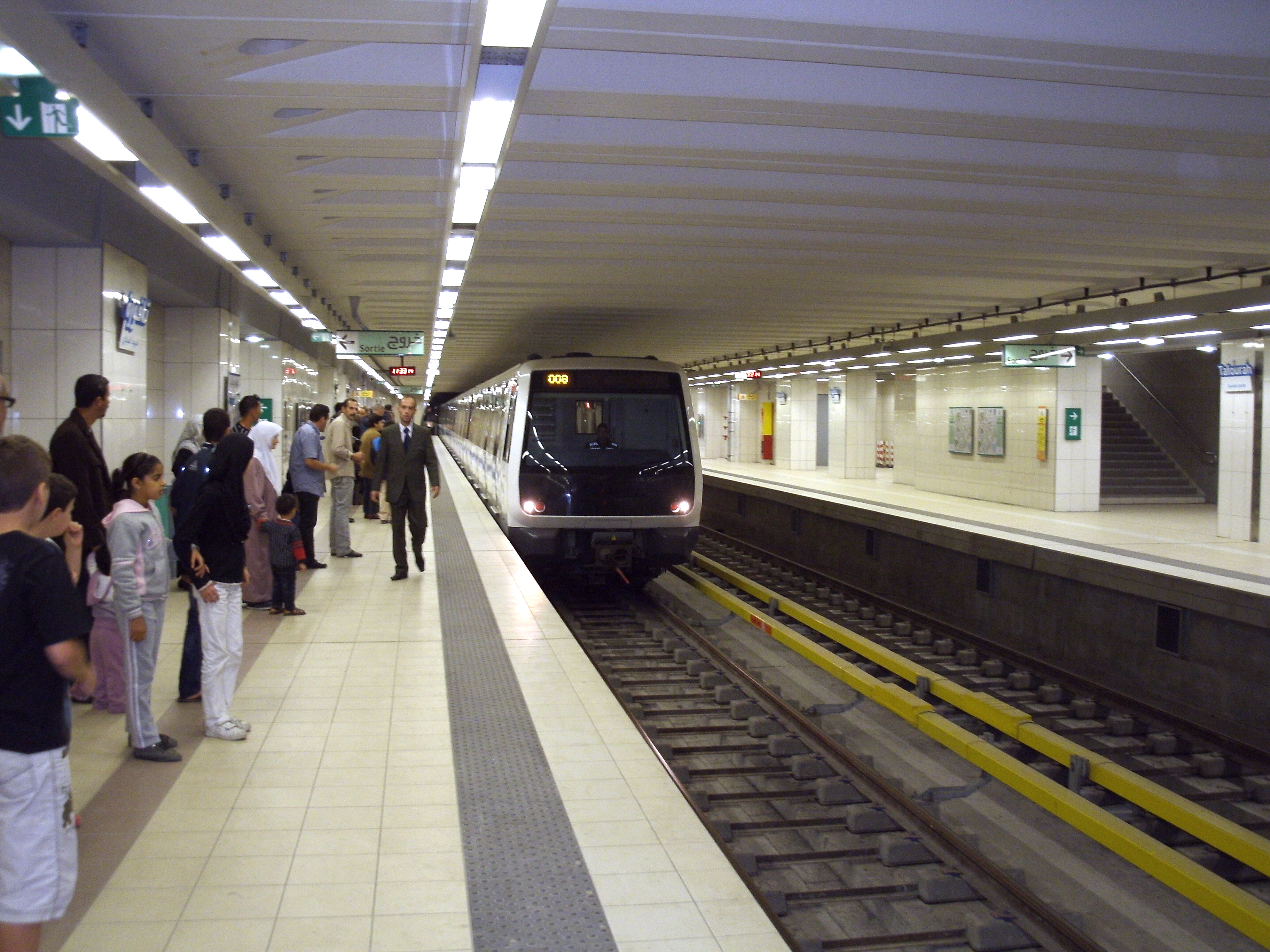
Station Tafourah - Grande Poste.
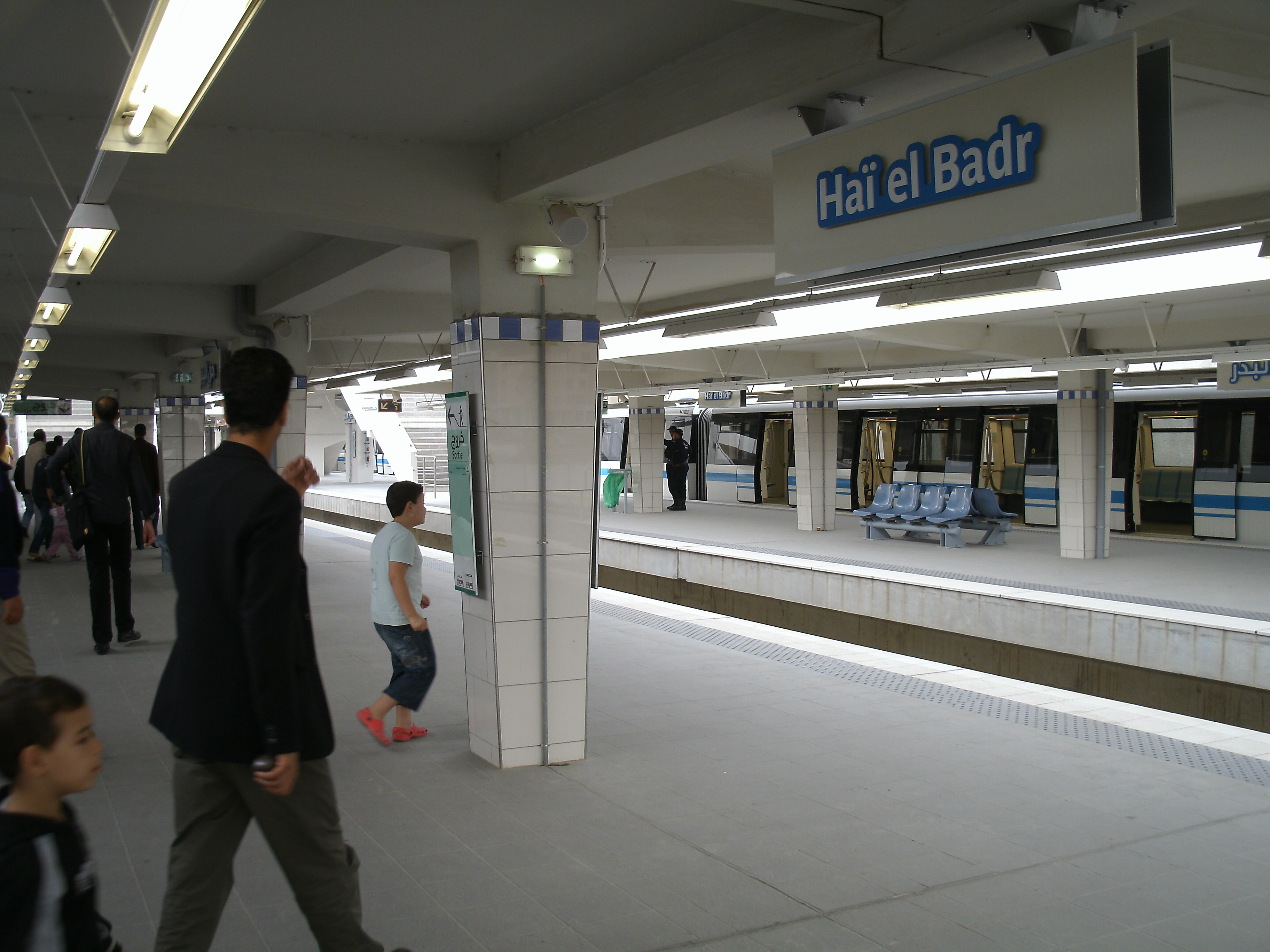
Station Haï El Badr.
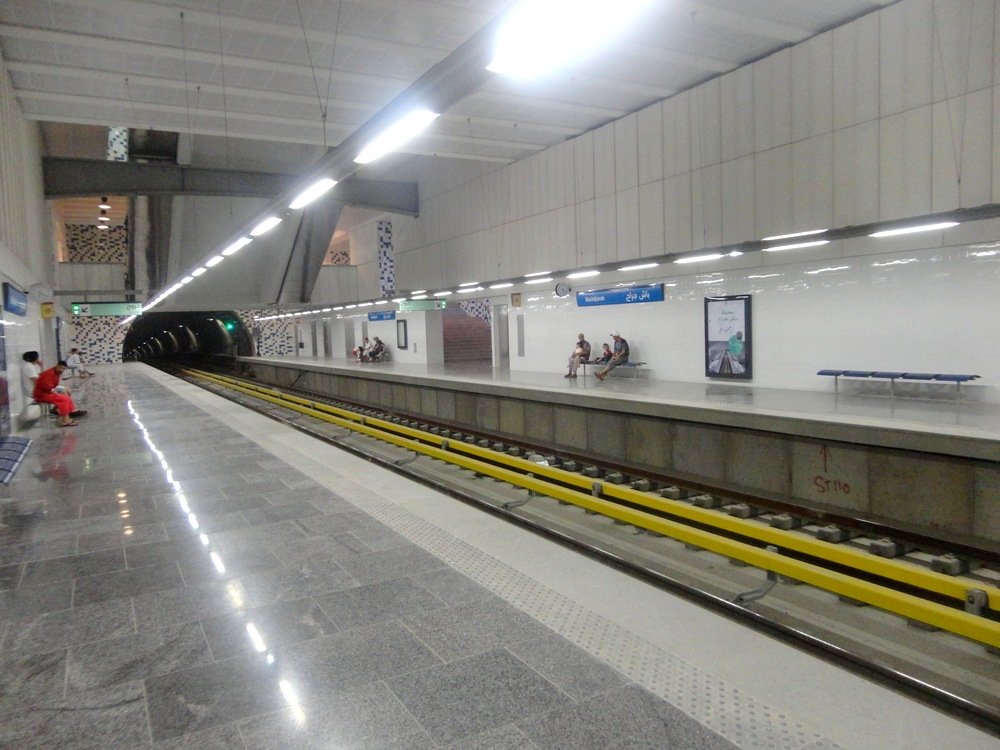
Station Bachdjarah.
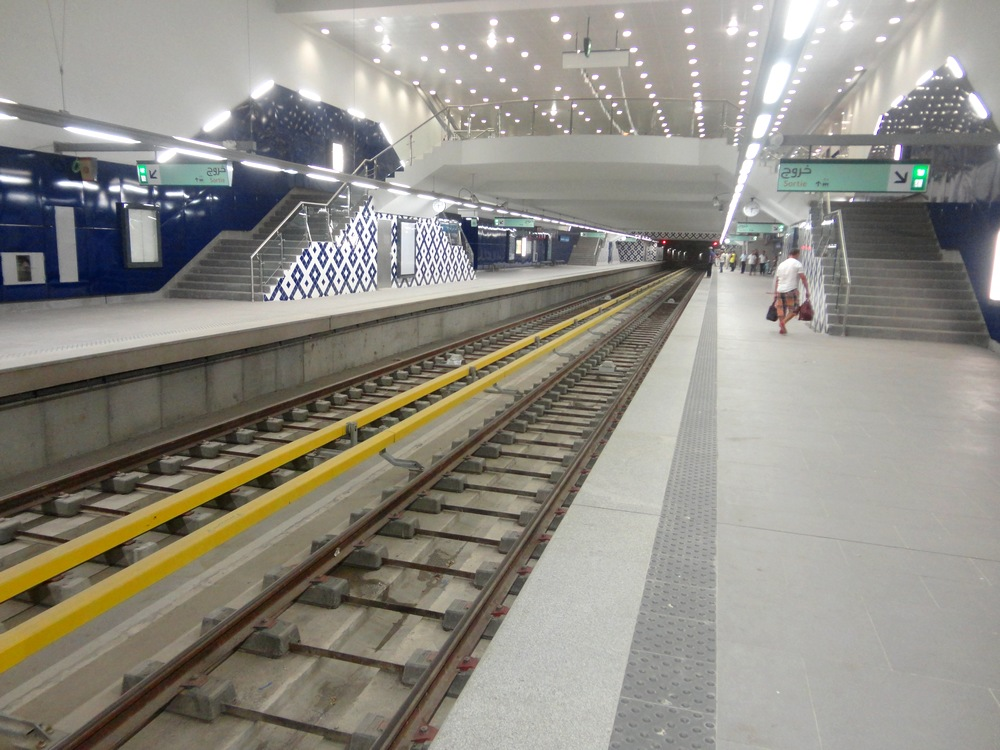
Station El Harrach Centre.

### Système de gestion de la ligne

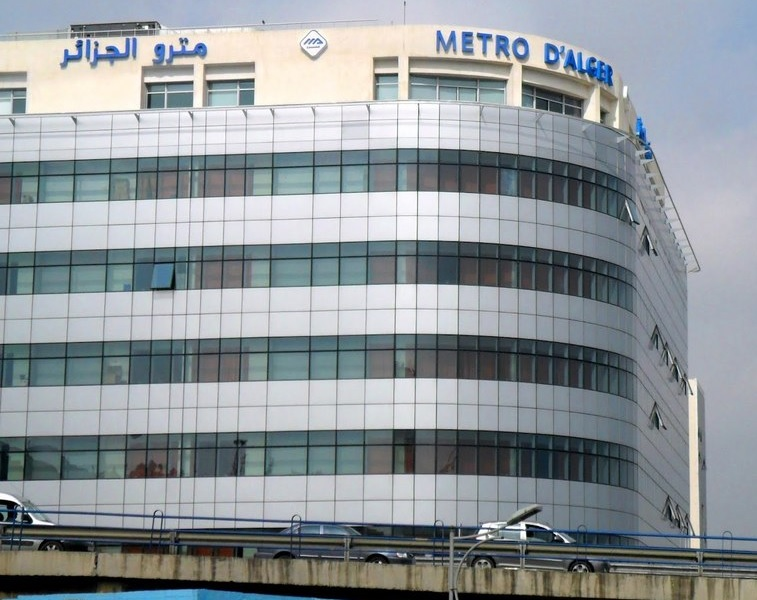
Poste de contrôle centralisé du Ruisseau.

Le métro est équipé du système d'automatisme Trainguard MT CBTC de Siemens. Il est géré depuis un poste de contrôle centralisé (PCC) situé au Ruisseau. Ce système permet d'assurer le déplacement des trains en sécurité et d'offrir une solution de transport rapide, ponctuelle et disponible, tout en réduisant les coûts d'exploitation et de maintenance.
Le mode nominal d'exploitation de la ligne est le mode CMC (Conduite Manuelle Contrôlée), qui est le nom francisé du mode ATPM (Automatic Train Protection Manual) associé au mode PA (Pilote Automatique qui est en fait le mode ATO, Automatique Train Protection).
En cas de perte du mode CMC (par exemple plantage du pilote embarqué, délocalisation du train ou problème de communication radio entre le bord et le PA sol), le conducteur peut reprendre la conduite en mode manuel avec restriction de vitesse de la part du matériel roulant (30 km/h max) : le train est alors en mode CMP (Conduite Manuelle Plafonnée, ou en anglais ATPR pour Automatic Train Protection Restricted) : c'est ce mode qui permet de relocaliser le train en roulant sur les balises de type Digisafe, posée sur la voie, au milieu de la file de rail.

### Matériel roulant

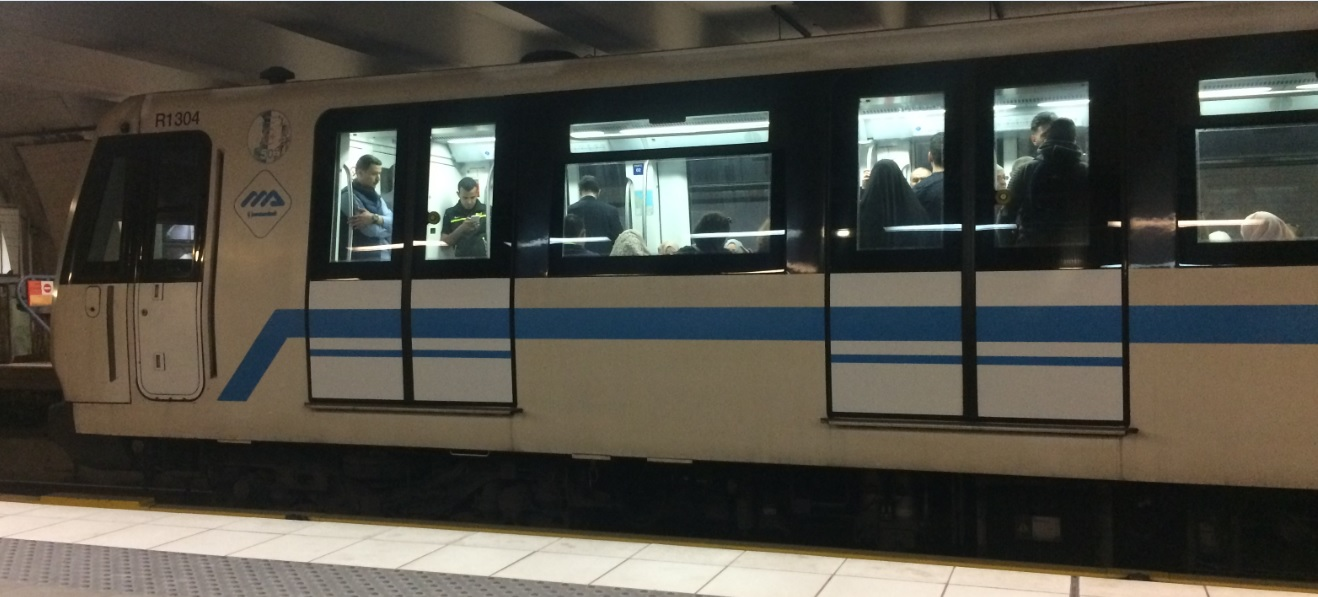
Une rame CAF sur la ligne 1.

La ligne 1 du métro d'Alger est équipée de 14 rames de 6 voitures chacune produit par le constructeur espagnol CAF. Les rames permettent l'intercirculation entre les voitures et ont une longueur de 108 mètres et une largeur de 2,83 mètres. Chaque rame dispose de 4 portes par voiture et côté (soit 48 au total) et peut transporter jusqu'à 1 290 personnes dont 210 places assises. La vitesse maximale est de 72 km/h.
À partir de juin 2018, dans le cadre des prolongements de la ligne, douze nouvelles rames de nouvelle génération numérotées de R2301 à R2312, sont livrées au rythme d'une par mois par CAF.

### Exploitation

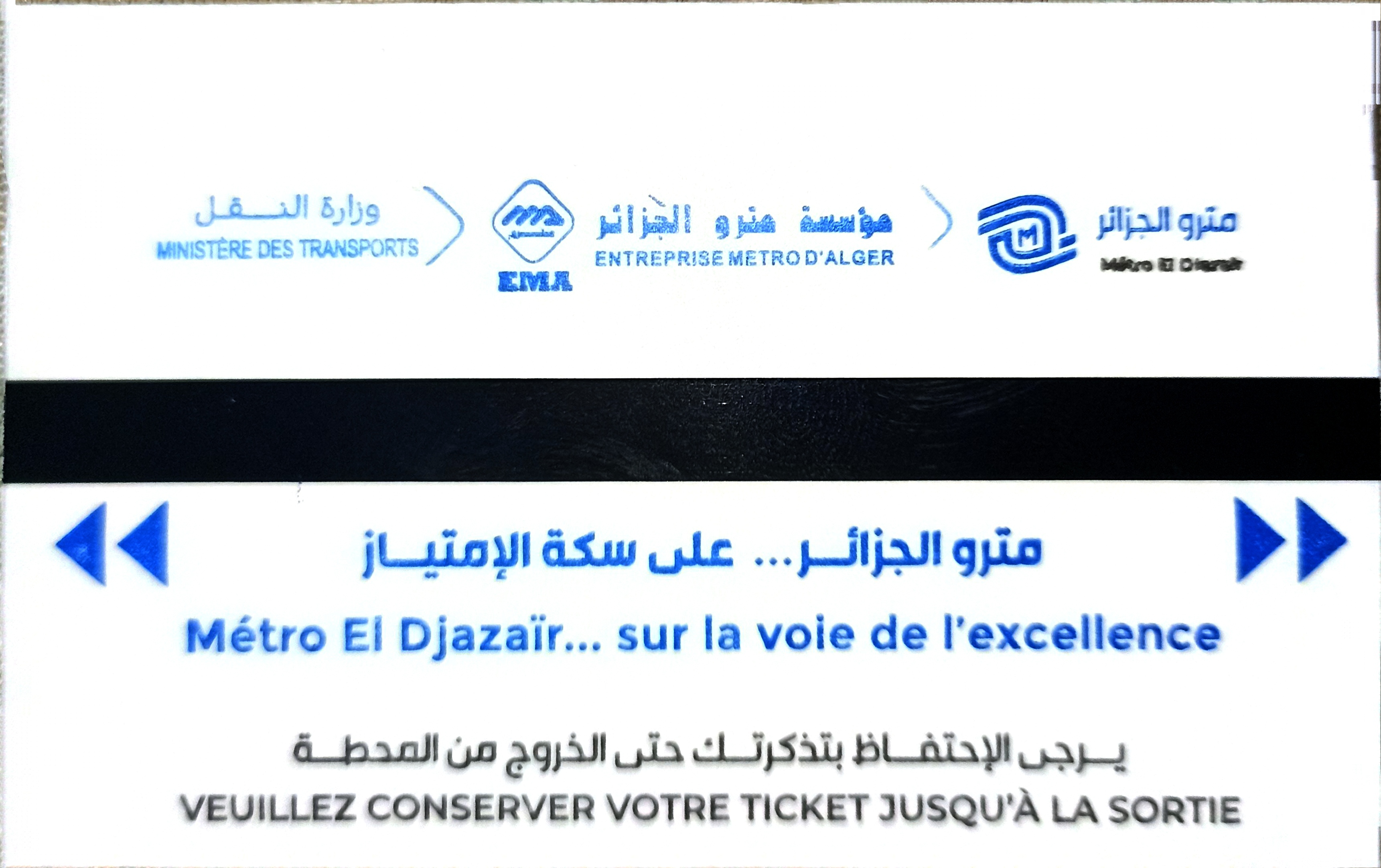
Ticket du métro (aller simple) en 2023.

La société RATP El Djazaïr était la société exploitante du métro d'Alger depuis son lancement en 2011 jusqu'au 31 octobre 2020 où elle a été remplacée par Métro El Djazaïr, une filiale de la société publique Métro d'Alger (EMA).
Le métro d'Alger circule 7 jours sur 7 de 5 heures à 23 heures avec des intervalles de 3 minutes et 20 secondes en heure de pointe et de 5 minutes aux heures creuses,. Il permet le déplacement de 25 000 voyageurs par heure.

#### Tarifs
Le prix du ticket de métro est de 50 dinars. Celui du carnet de 10 tickets est de 400 dinars. À partir du 2 juillet 2012, une tarification intégrée tramway/métro est mise en place avec un ticket unique « plus » à 70 dinars, un carnet de 10 voyages à 600 dinars et un abonnement mensuel à 2 500 dinars. Les abonnements sont proposés sous la forme d’une carte sans contact, personnalisée et rechargeable. Il existe aussi un ticket à 150 dinars valable 24h.

### Fréquentation
En 2014, la fréquentation de la ligne était de 16 millions de voyageurs, une augmentation de 8 % par rapport à 2013.
En 2016, la fréquentation de cette ligne s'élève à 29 millions de voyageurs.
En 2019, la fréquentation est passée à 45,3 millions de passagers annuels.

## Extensions et projets

### Extensions en cours de réalisation
Deux extensions de près de 17 km de la ligne 1 sont en cours de construction.

#### De Place des Martyrs vers Bab El Oued (extension A1 - Lot 2)
Le 6 juillet 2019, le ministre de travaux publics a annoncé que le gouvernement a attribué à la société nationale Cosider le marché de l'extension du métro d'Alger de la Place des Martyrs jusqu'à Bab El Oued sur (2 km) et trois nouvelles stations Taleb Abderrahmane, Trois horloges et Triolet[réf. nécessaire], pour un montant de 22,85 milliards de DZD.

#### D'El Harrach vers l'aéroport (extension B1)

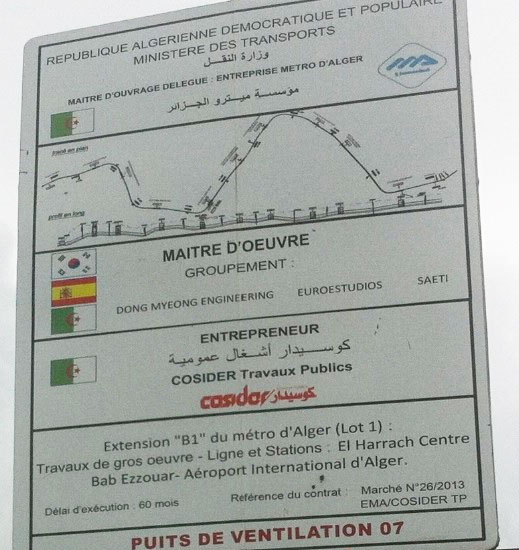
Extension B1 El Harrach - Aéroport.

Le 3 novembre 2011, l'entreprise Métro d'Alger a lancé un avis d'appel d'offres national et international pour le choix de bureaux d’études pour la réalisation des études préliminaires des extensions de la ligne 1 A1, B1 et C1,.
Le 7 juin 2012, les contrats de réalisation des études de ces trois extensions ont été attribués pour un délai de 24 mois. Pour le tronçon El Harrach Centre - Bab Ezzouar (8 km), c'est Dahwa-Busan (Corée du Sud) qui l'a décroché pour 486 millions de DZD.
En avril 2013, la réalisation de ce tronçon de (9,5 km) et 9 stations a été attribué à Cosider en gré à gré pour une durée de 60 mois. Le 13 juillet 2014, les prestations de contrôle et de suivi de réalisation des travaux de génie civil gros œuvres ligne et stations ont été confiées au groupement algéro-hispano-sud-coréen, Saeti / DongMyeong /Eurostudios, pour un montant de 1,961 milliard de dinars.
Les travaux ont débuté en 2015, le groupe Cosider va utiliser pour la première fois des tunneliers TBM pour ce tronçon.
La réception de cette extension du métro d’Alger de la station d’El Harrach-centre vers l’Aéroport d'Alger - Houari Boumédiène prévue initialement pour la fin 2022 est annoncée pour 2026 en octobre 2021.

#### De Aïn Naâdja vers Baraki (extension C1)
Les études de la ligne Aïn Naâdja vers Baraki ont été attribuées en 2012 au groupement algéro-espagnol Sidem / Idom pour 446 millions de dinars et la réalisation en 2013 à Cosider en même temps que l'extension B1. Le contrôle et de suivi de réalisation sera effectué par le groupement coréen Dohwa Eng et Yooshin eng pour 1 101 millions de dinars.
Le marché de la réalisation du génie civil a été attribué à Cosider. Le chantier de la première station, Mohamed Boudiaf a été lancé en 2015. La réception de cette station du métro est prévue pour la fin 2021.
La suite de l'extension vers Baraki constituée de 1,5 km en aérien a débuté en 2016.

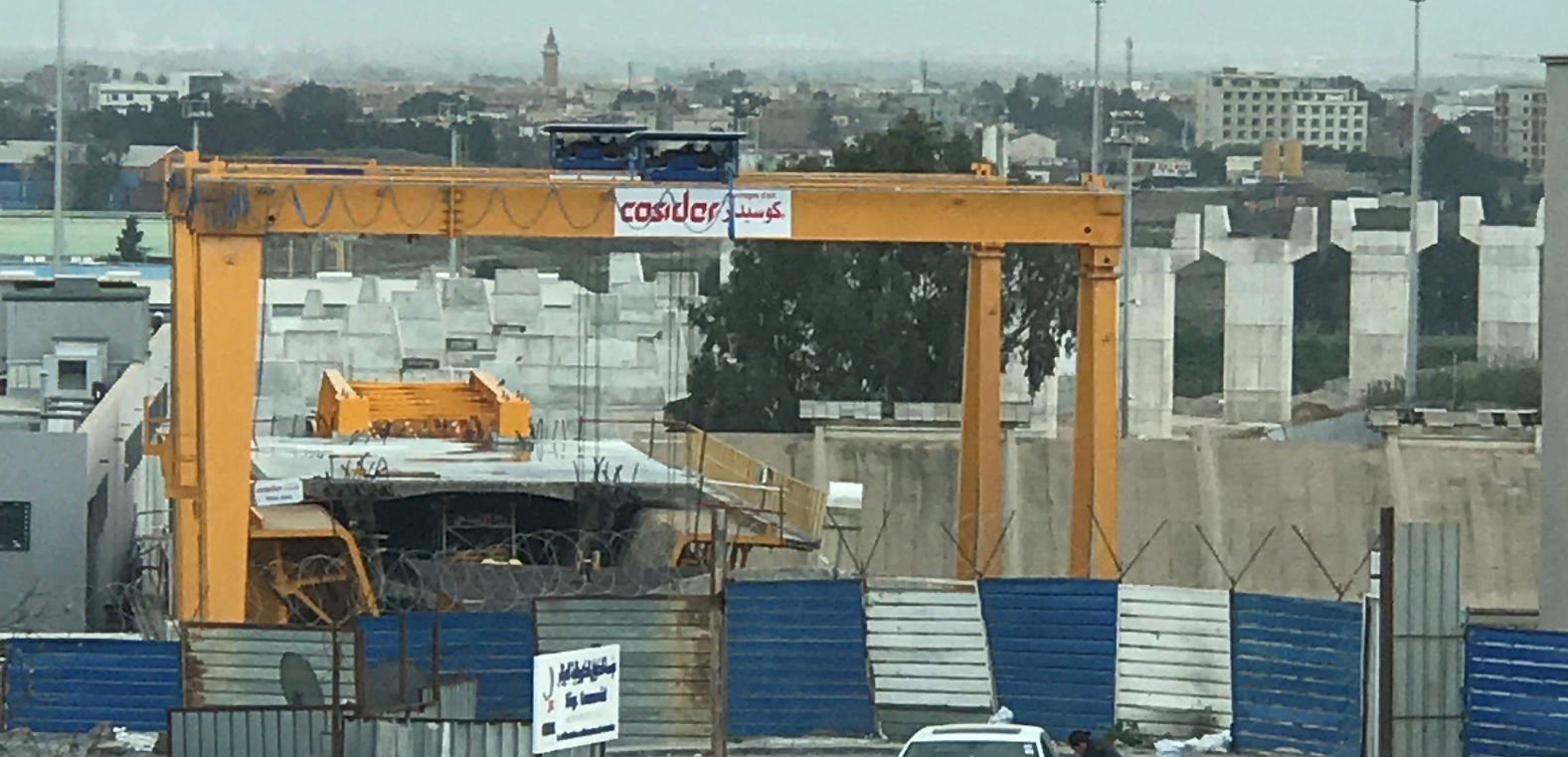
La partie aérienne de l'extension vers Baraki.
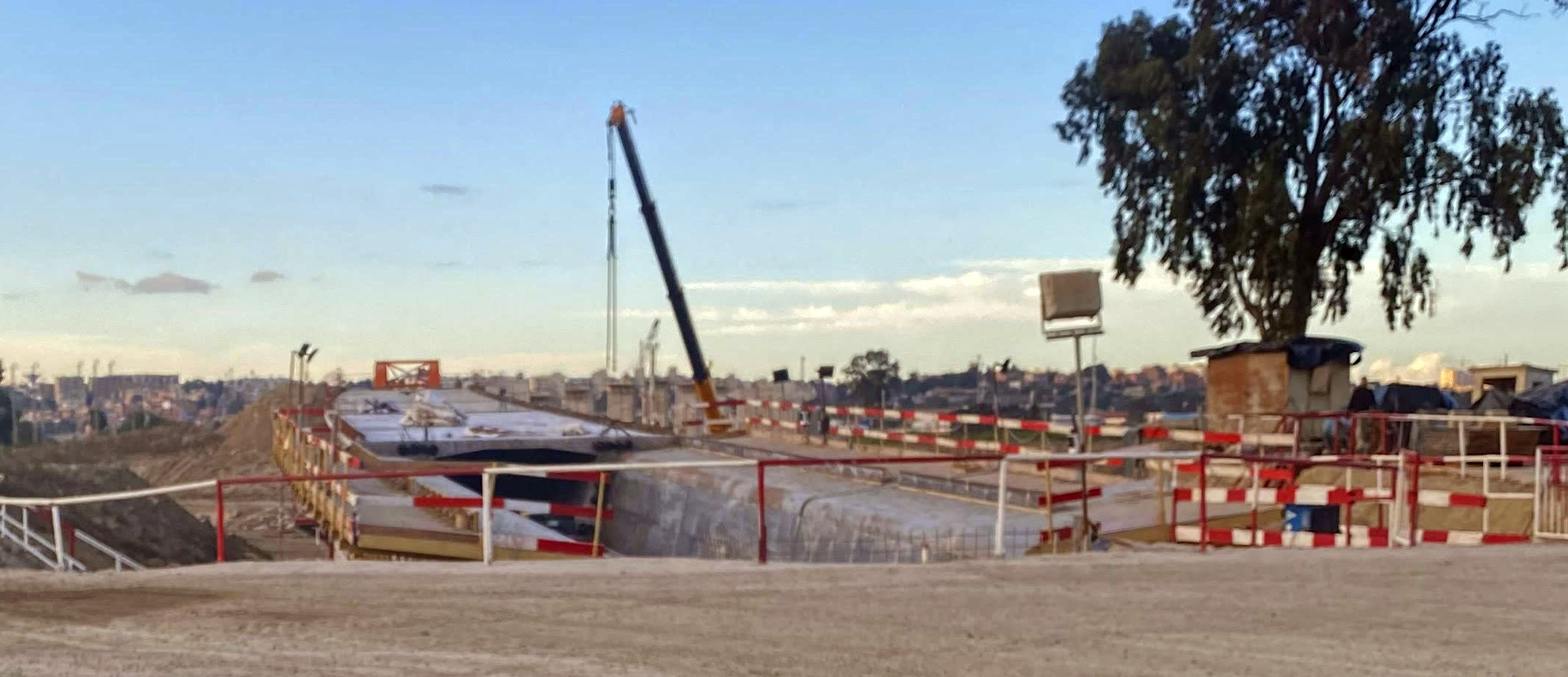
Vue du chantier du viaduc 1,5 km du métro d'Alger entre Baraki et Aïn Naâdja en 2021.
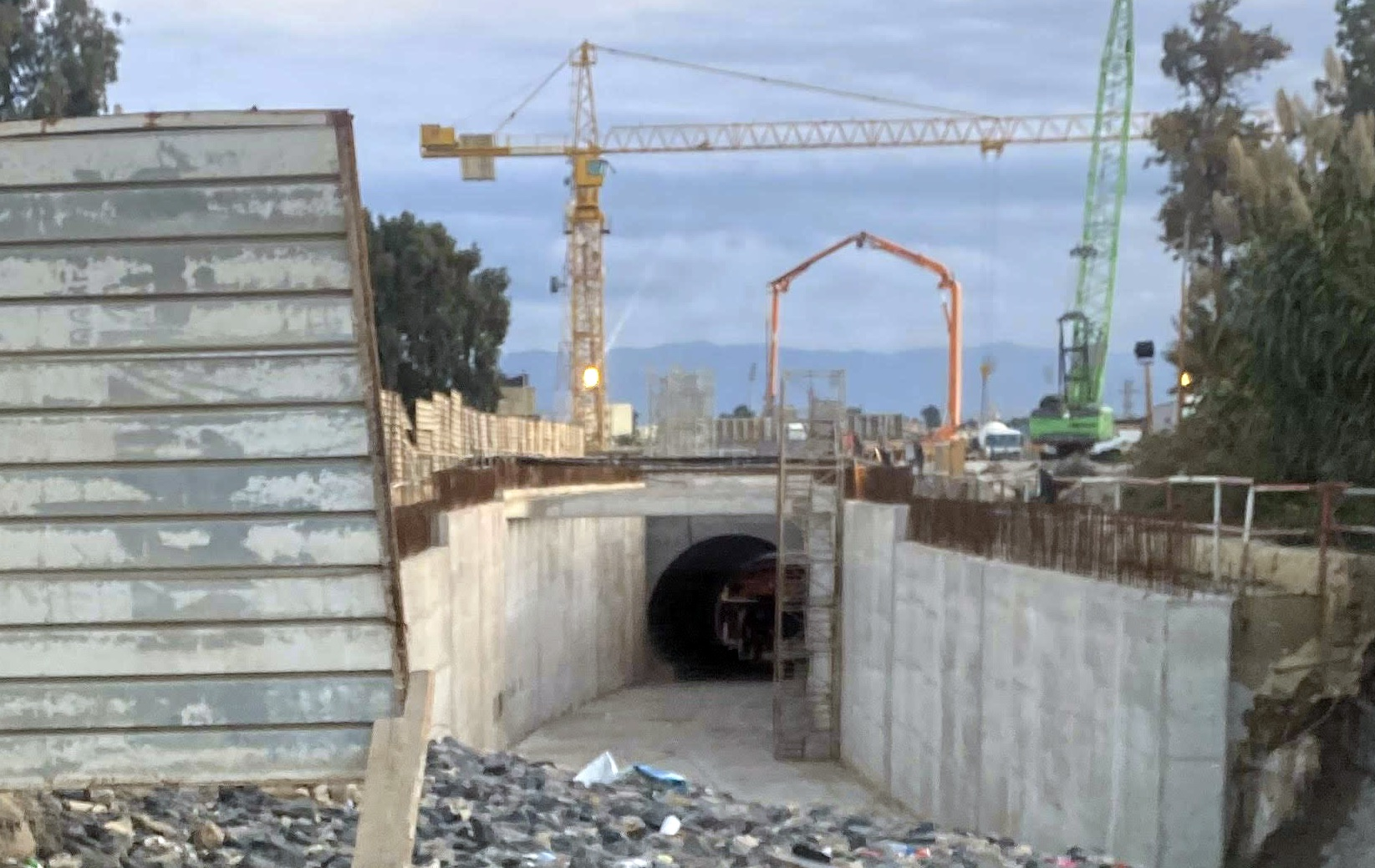
Le tunnel cadre entre le viaduc et la station Mohamed Belarbi du métro d'Alger.

### Études en cours de réalisation
Plusieurs études sont en cours, le 7 juin 2012, lot 3 : Place des Martyrs - Bab El Oued - Chevalley, 8 km, par Ferconsult (Portugal) pour 570 millions de DZD et 24 mois. En mai 2018, le directeur de l'Entreprise Métro d'Alger (EMA) a annoncé que les travaux d'achèvement de la ligne de métro entre Place des Martyrs et Bab El Oued avec la construction de la station Bab El Oued seront lancés prochainement et que le tunnel est presque terminé.
le 12 mars 2013, lot 3 extension : Chevalley - Draria, 14 km par Feroconsult (Portugal) pour 799 millions de DZD et 28 mois.

### En projet

#### Métro aérien Haï El Badr - Chevalley
Le 15 décembre 2014, le groupe Cosider a présenté une proposition de métro aérien de type Axonis, de 15,2 km et 11 stations le long de la rocade Sud d'Alger. Le projet est monté en partenariat avec Alstom et VSL.

#### Extension de Bab Ezzouar vers Dar El Beida, Rouiba et Reghaia
L'EMA avait consulté des bureaux d'études étrangers pour faire des propositions sur l'extension du métro d'Alger de Bab Ezzouar vers Dar El Beida, Rouiba et Reghaia.

#### Extension de Baraki vers les Eucalyptus
L'EMA avait consulté des bureaux d'études étrangers pour faire des propositions sur l'extension du métro d'Alger de Baraki vers les Eucalyptus.